# Anita Sølyst
Anita Sølyst (født 27. september 1961) er en tidligere dansk atlet medlem af Kastrup Tårnby Atletik nu træner i Amager Atletik Club.
Anita Sølyst er stadig indehaver af den danske juniorrekord i syvkamp, ligeledes vandt hun 400 meter hæk 1977, den første gang disciplinen var på DM-programmet og 800 meter 1980.
Anita Sølyst blev 1997 gift med Jørgen Troest som vandt DM på 400 meter hæk i 1984 og 1985 og sikrede sig desuden sølv på 800 meter i 1977, to hundrededele af et sekund efter Tom B. Hansen. Deres to sønner Jonas og Magnus har også vist stort talent for atletik, men er i dag begge professionelle fodboldspillere. Jonas er 2011 udlejet af OB til SønderjyskE i Superligaen, mens Magnus sæsonen 2011/2012 er udlejet af Serie A-klubben Genoa til Serie B-klubben AS Varese 1910. Døtrerne Stina og Ditte er to af Danmarks mest lovende atletikudøvere.

## Danske mesterskaber
- Sølv 1981 400 meter hæk 61.54
- Sølv 1980 800 meter 2:14.4
- Sølv 1980 400 meter hæk 61.4
- Sølv 1979 400 meter hæk 63.36
- Bronze 1978 400 meter hæk 63.33
- Guld 1977 400 meter hæk 63.02

## Danske Juniorrekorder
- Syvkamp: 5135p 20. juli 1980